# Venezillo mexicanus
Venezillo mexicanus är en kräftdjursart som först beskrevs av Karl Wilhelm Verhoeff 1933.  Venezillo mexicanus ingår i släktet Venezillo och familjen Armadillidae. Inga underarter finns listade i Catalogue of Life.